# Associazioni Calcio Riunite Messina 2023-2024
Questa voce raccoglie le informazioni riguardanti l'Associazioni Calcio Riunite Messina nelle competizioni ufficiali della stagione 2023-2024.

## Stagione
Il Messina partecipa per la terza stagione consecutiva al campionato di Serie C, dopo aver battuto nella stagione precedente la Gelbison ai play-out.

## Organigramma societario
Organigramma societario tratto dal sito ufficiale della squadra.
Area direttiva
- Presidente: Pietro Sciotto
- Vicepresidente: Matteo Sciotto
- Direttore operativo: Angelo Costa
- Segretario generale sportivo: Alessandro Failla
- Delegato sicurezza: Giuseppe Bellantoni
- Supporter Liason Officer: Maurizio Mantineo

Area tecnica
- Direttore Sportivo: Domenico Roma
- Allenatore: Giacomo Modica
- Allenatore in seconda: Emanuele Ferraro
- Allenatore dei portieri: Mauro Manganaro
- Preparatore atletico: Filadelfio Ristuccia
- Match analyst: Piero Giacalone
- Team Manager: Fernando Cammarata
- Magazzinieri: Giovanni Cirino

Area medica
- Medici responsabili: Dott. Antonino Puglisi, Dott. Domenico Fugazzotto
- Medico sociale: Francesco Mento
- Fisioterapista: Andrea Calimeri
- Massofisioterapisti: Carmelo Cutroneo, Maurizio Numa

Area comunicazione e stampa
- Responsabile comunicazione: Davide Gambale
- Videomaker: Francesco Raffa
- Fotografo ufficiale: Francesco Saya

## Divise e sponsor
Viene confermato per l'undicesima stagione consecutiva lo sponsor tecnico Givova.
 I Main Sponsor sono StarCasino.sport e Supermercati Panarello Carni.

La divisa di casa è costituita da una maglia di colore bianco con inserti gialli e rossi, pantaloncini e calzettoni neri. La divisa da trasferta, è composta da una maglia rossa, con striscia centrale gialla, inserti e pantaloncini blu e calzettoni rossi. La terza divisa è costituita da una maglia nera, con inserti gialli e rossi, pantaloncini e calzettoni neri. 
| Casa | Trasferta | Terza divisa |

## Rosa
| N. |                   | Ruolo | Calciatore        |
| -- | ----------------- | ----- | ----------------- |
| 1  | Italia (bandiera) | P     | Jacopo De Matteis |
| 4  | Italia (bandiera) | C     | Simone Buffa      |
| 5  | Italia (bandiera) | C     | Marco Firenze     |
| 6  | Italia (bandiera) | D     | Marco Manetta     |
| 7  | Italia (bandiera) | D     | Damiano Lia       |
| 8  | Italia (bandiera) | C     | Giulio Frisenna   |
| 9  | Italia (bandiera) | A     | Pierluca Luciani  |
| 10 | Italia (bandiera) | A     | Michele Emmausso  |
| 11 | Italia (bandiera) | A     | Marco Zunno       |
| 16 | Italia (bandiera) | C     | Domenico Franco   |
| 18 | Italia (bandiera) | D     | Michele Ferrara   |
| 19 | Italia (bandiera) | C     | Francesco Giunta  |
| 21 | Italia (bandiera) | D     | Giuseppe Salvo    |

| N. |                   | Ruolo | Calciatore                 |
| -- | ----------------- | ----- | -------------------------- |
| 23 | Italia (bandiera) | D     | Federico Pacciardi         |
| 24 | Italia (bandiera) | C     | Pasqualino Ortisi          |
| 27 | Italia (bandiera) | A     | Carlo Cavallo              |
| 28 | Italia (bandiera) | A     | Vincenzo Plescia           |
| 30 | Italia (bandiera) | P     | Ermanno Fumagalli          |
| 31 | Italia (bandiera) | D     | Matteo Darini              |
| 33 | Italia (bandiera) | D     | Vincenzo Polito            |
| 70 | Malta (bandiera)  | D     | Andrea Zammit              |
| 73 | Italia (bandiera) | D     | Lorenzo Tropea             |
| 77 | Italia (bandiera) | A     | Francesco Scafetta         |
| 90 | Italia (bandiera) | A     | Antonino Ragusa (capitano) |
|    | Italia (bandiera) | D     | Samuele Zona               |

## Calciomercato

### Sessione estiva(dall'1/7 all'1/9)
| Acquisti | Acquisti           | Acquisti         | Acquisti   |
| R.       | Nome               | da               | Modalità   |
| -------- | ------------------ | ---------------- | ---------- |
| P        | Jacopo De Matteis  | Salernitana      | Prestito   |
| D        | Lorenzo Tropea     | Empoli           | Prestito   |
| D        | Vincenzo Polito    | Potenza          | Definitivo |
| D        | Federico Pacciardi | Recanatese       | Definitivo |
| D        | Marco Manetta      | Taranto          | Definitivo |
| D        | Matteo Darini      | Lavello          | Definitivo |
| C        | Giulio Frisenna    | Licata           | Definitivo |
| C        | Francesco Giunta   | Gavorrano        | Definitivo |
| C        | Domenico Franco    | Lucchese         | Definitivo |
| C        | Marco Firenze      | Sangiuliano City | Definitivo |
| C        | Simone Buffa       | Catania          | Definitivo |
| C        | Francesco Scafetta | Bari             | Prestito   |
| A        | Vincenzo Plescia   | Avellino         | Definitivo |
| A        | Pierluca Luciani   | Frosinone        | Prestito   |
| A        | Michele Emmausso   | AZ Picerno       | Definitivo |
| A        | Marco Zunno        | Piacenza         | Definitivo |
| A        | Carlo Cavallo      | Real Aversa      | Definitivo |
| A        | Andrea Zammit      | Valletta         | Definitivo |

| R |

### Sessione invernale(dal 1/1 al 31/1)
| Acquisti | Acquisti     | Acquisti | Acquisti |
| R.       | Nome         | da       | Modalità |
| -------- | ------------ | -------- | -------- |
| D        | Samuele Zona | Arezzo   | Prestito |

| Cessioni | Cessioni          | Cessioni      | Cessioni   |
| R.       | Nome              | a             | Modalità   |
| -------- | ----------------- | ------------- | ---------- |
| D        | Francesco Rizzo   | Team Altamura | Definitivo |
| D        | Pasqualino Ortisi | Team Altamura | Definitivo |

## Risultati

### Serie C

#### Girone di andata
| Arbitro: | Gauzolino (Torino) |

|                  |           |                          |
| Malcore 30’, 52’ | Marcatori | 28’ Tropea 90+2’ Firenze |

| Arbitro: | Rinaldi (Bassano del Grappa) |

|                      |           |            |
| Anastasio 66’ (aut.) | Marcatori | 77’ Damian |

| Arbitro: | Pezzopane (L'Aquila) |

|                  |           |  |
| Bifulco 15’, 21’ | Marcatori |  |

| Arbitro: | Galipò (Firenze) |

|                                     |           |                                         |
| Plescia 1’ Frisenna 9’ Emmausso 50’ | Marcatori | 20’ D'Auria 83’ Giannone 90+6’ Nocerino |

| Arbitro: | Gianquinto (Parma) |

|               |           |  |
| Artistico 21’ | Marcatori |  |

| Arbitro: | Ancora (Roma 1) |

|             |           |  |
| Plescia 29’ | Marcatori |  |

| Arbitro: | D'Eusanio (Faenza) |

|                         |           |  |
| De Francesco 27’ (rig.) | Marcatori |  |

| Arbitro: | Catanoso (Reggio Calabria) |

|             |           |  |
| Plescia 17’ | Marcatori |  |

| Arbitro: | Vergaro (Bari) |

|            |           |                     |
| Murano 70’ | Marcatori | 75’ (rig.) Emmausso |

| Arbitro: | Djurdjevic (Trieste) |

|  |           |          |
|  | Marcatori | Ganz 73’ |

| Arbitro: | Caldera (Como) |

|                                      |           |                                  |
| Tumminello 39’, 57’ Gomez 46’ (p.t.) | Marcatori | 8’ Giunta 49’ Luciani 79’ Polito |

| Messina 5 novembre 2023, ore 18.30 CET 12ª giornata | Messina | 0 – 1 | Benevento | Stadio San Filippo-Franco Scoglio (3 500 spett.) |

| Messina 12 novembre 2023, ore 16.15 CET 13ª giornata | Messina | 0 – 3 | Latina | Stadio San Filippo-Franco Scoglio (1 978 spett.) |

| Foggia 19 novembre 2023, ore 16.15 CET 14ª giornata | Foggia | 2 – 0 | Messina | Stadio Pino Zaccheria (1 200 spett.) |

| Messina 25 novembre 2023, ore 16.15 CET 15ª giornata | Messina | 0 – 1 | Juve Stabia | Stadio San Filippo-Franco Scoglio (1 500 spett.) |

| Teramo 2 dicembre 2023, ore 16.15 CET 16ª giornata | Monterosi Tuscia | 0 – 2 | Messina | Stadio Gaetano Bonolis (300 spett.) |

| Messina 9 dicembre 2023, ore 20.45 CET 17ª giornata | Messina | 1 – 0 | Catania | Stadio San Filippo-Franco Scoglio (6 078 spett.) |

| Potenza 16 dicembre 2023, ore 16.15 CET 18ª giornata | Potenza | 0 – 0 | Messina | Stadio Alfredo Viviani (1 792 spett.) |

| Messina 22 dicembre 2023, ore 20.45 CET 19ª giornata | Messina | 1 – 1 | Monopoli | Stadio San Filippo-Franco Scoglio (3 000 spett.) |

#### Girone di ritorno
| Messina 7 gennaio 2024, ore CET 20ª giornata | Messina | 1 – 2 | Audace Cerignola | Stadio San Filippo-Franco Scoglio (1 500 spett.) |

| Caserta 14 gennaio 2024, ore CET 21ª giornata | Casertana | 0 – 2 | Messina | Stadio Alberto Pinto (0 spett.) |

| Messina 21 gennaio 2024, ore CET 22ª giornata | Messina | 1 – 0 | Taranto | Stadio San Filippo-Franco Scoglio (2 500 spett.) |

| Torre del Greco 28 gennaio 2024, ore CET 23ª giornata | Turris | 2 – 2 | Messina | Stadio Amerigo Liguori (1 364 spett.) |

| Messina 4 febbraio 2024, ore CET 24ª giornata | Messina | 3 – 2 | Virtus Francavilla | Stadio San Filippo-Franco Scoglio (3 000 spett.) |

| Avellino 11 febbraio 2024, ore CET 25ª giornata | Avellino | 0 – 1 | Messina | Stadio Partenio-Adriano Lombardi (6 000 spett.) |

| Messina 14 febbraio 2024, ore CET 26ª giornata | Messina | 2 – 0 | Sorrento | Stadio San Filippo-Franco Scoglio (2 800 spett.) |

| Giugliano in Campania 18 febbraio 2024, ore CET 27ª giornata | Giugliano | 1 – 0 | Messina | Stadio Alberto De Cristofaro (1 098 spett.) |
| \| \| \| \| \| Salvemini \| Marcatori \| \|                  |           |       |         |                                             |
|                                                              |           |       |         |                                             |
| Salvemini                                                    | Marcatori |       |         |                                             |

| Messina 25 febbraio 2024, ore CET 28ª giornata | Messina | 2 – 2 | AZ Picerno | Stadio San Filippo-Franco Scoglio (1 100 spett.) |

| Brindisi 3 marzo 2024, ore CET 29ª giornata | Brindisi | 1 – 3 | Messina | Stadio Franco Fanuzzi (900 spett.) |

| Arbitro: | Nicolini (Brescia) |

|  |           |          |
|  | Marcatori | 79’ Comi |

| Benevento 10 marzo 2024, ore CET 31ª giornata | Benevento | 1 – 1 | Messina | Stadio Ciro Vigorito (4 898 spett.) |

| Latina 17 marzo 2024, ore CET 32ª giornata | Latina | 1 – 1 | Messina | Stadio Domenico Francioni (1 604 spett.) |

| Messina 24 marzo 2024, ore CET 33ª giornata | Messina | 0 – 3 | Foggia | Stadio San Filippo-Franco Scoglio (6 895 spett.) |

| Castellammare di Stabia 30 marzo 2024, ore CET 34ª giornata | Juve Stabia | 4 – 1 | Messina | Stadio Romeo Menti (6 500 spett.) |

| Messina 7 aprile 2024, ore CEST 35ª giornata | Messina | 2 – 1 | Monterosi Tuscia | Stadio San Filippo-Franco Scoglio (3 500 spett.) |

| Catania 14 aprile 2024, ore CEST 36ª giornata | Catania | 1 – 0 | Messina | Stadio Angelo Massimino (19 720 spett.) |

| Messina 21 aprile 2024, ore CEST 37ª giornata | Messina | 2 – 2 | Potenza | Stadio San Filippo-Franco Scoglio (4 000 spett.) |

| Monopoli 28 aprile 2024, ore CEST 38ª giornata | Monopoli | 2 – 1 | Messina | Stadio Vito Simone Veneziani (2 580 spett.) |

### Coppa Italia Serie C

#### Turni eliminatori
| Arbitro: | De Angeli (Milano) |

|                     |           |            |
| Bočić 54’ Sarao 59’ | Marcatori | 89’ Ortisi |

## Statistiche

### Statistiche di squadra
Statistiche aggiornate al 1º luglio 2023
| Competizione         | Punti       | In casa | In casa | In casa | In casa | In casa | In casa | In trasferta | In trasferta | In trasferta | In trasferta | In trasferta | In trasferta | Totale | Totale | Totale | Totale | Totale | Totale | D.R. |
| Competizione         | Punti       | G       | V       | N       | P       | Gf      | Gs      | G            | V            | N            | P            | Gf           | Gs           | G      | V      | N      | P      | Gf     | Gs     | D.R. |
| -------------------- | ----------- | ------- | ------- | ------- | ------- | ------- | ------- | ------------ | ------------ | ------------ | ------------ | ------------ | ------------ | ------ | ------ | ------ | ------ | ------ | ------ | ---- |
| Serie C              | 45          | 19      | 7       | 5       | 7       | 21      | 24      | 19           | 4            | 7            | 8            | 20           | 25           | 38     | 11     | 12     | 15     | 41     | 49     | -8   |
| Coppa Italia Serie C | primo turno | 0       | 0       | 0       | 0       | 0       | 0       | 1            | 0            | 0            | 1            | 1            | 2            | 1      | 0      | 0      | 1      | 1      | 2      | -1   |
| Totale               | 45          | 19      | 7       | 5       | 7       | 21      | 24      | 20           | 4            | 7            | 9            | 21           | 27           | 39     | 11     | 12     | 16     | 42     | 51     | -9   |

### Andamento in campionato
| Giornata  | 1  | 2  | 3  | 4  | 5  | 6  | 7  | 8  | 9  | 10 | 11 | 12 | 13 | 14 | 15 | 16 | 17 | 18 | 19 | 20 | 21 | 22 | 23 | 24 | 25 | 26 | 27 | 28 | 29 | 30 | 31 | 32 | 33 | 34 | 35 | 36 | 37 | 38 |
| --------- | -- | -- | -- | -- | -- | -- | -- | -- | -- | -- | -- | -- | -- | -- | -- | -- | -- | -- | -- | -- | -- | -- | -- | -- | -- | -- | -- | -- | -- | -- | -- | -- | -- | -- | -- | -- | -- | -- |
| Luogo     | T  | C  | T  | C  | T  | C  | T  | C  | T  | C  | T  | C  | C  | T  | C  | T  | C  | T  | C  | C  | T  | C  | T  | C  | T  | C  | T  | C  | T  | C  | T  | T  | C  | T  | C  | T  | C  | T  |
| Risultato | N  | N  | P  | N  | P  | V  | P  | V  | N  | P  | N  | P  | P  | P  | P  | V  | V  | N  | N  | P  | V  | V  | N  | V  | V  | V  | P  | N  | V  | P  | N  | N  | P  | P  | V  | P  | N  | P  |
| Posizione | 16 | 17 | 15 | 16 | 17 | 15 | 17 | 13 | 15 | 15 | 15 | 17 | 18 | 18 | 18 | 18 | 17 | 16 | 17 | 17 | 15 | 14 | 14 | 14 | 12 | 12 | 12 | 12 | 12 | 12 | 12 | 12 | 13 | 14 | 13 | 13 | 13 | 14 |

Legenda:

Luogo: C = Casa; T = Trasferta. Risultato: V = Vittoria; N = Pareggio; P = Sconfitta.

### Statistiche dei giocatori
Sono in corsivo i calciatori che hanno lasciato la società a stagione in corso.
| Giocatore | Serie C  | Serie C | Serie C     | Serie C    | Coppa Italia Serie C | Coppa Italia Serie C | Coppa Italia Serie C | Coppa Italia Serie C | Totale   | Totale | Totale      | Totale     |
| Giocatore | Presenze | Reti    | Ammonizioni | Espulsioni | Presenze             | Reti                 | Ammonizioni          | Espulsioni           | Presenze | Reti   | Ammonizioni | Espulsioni |
| --------- | -------- | ------- | ----------- | ---------- | -------------------- | -------------------- | -------------------- | -------------------- | -------- | ------ | ----------- | ---------- |